# 333. Infanterie-Division (Wehrmacht)
Die 333. Infanterie-Division war ein Großverband des Heeres der deutschen Wehrmacht im Zweiten Weltkrieg.

## Geschichte

### Aufstellung
Die 333. ID wurde im November 1940 im Wehrkreis III in Berlin und Brandenburg als bodenständige Division der 14. Aufstellungswelle aufgestellt. 

### Besatzungstruppe Frankreich
Sie diente eine Zeit lang als Besatzungstruppe in Frankreich. 

### Umgliederung
Ende Oktober 1942 wurde der Verband in eine feldeinsatzfähige Angriffsdivision umgerüstet.

### Verlegung an die Ostfront
Nach der Umgliederung erfolgte die Verlegung an die Ostfront, wo der Verband der Heeresgruppe Süd unterstellt wurde. 

### Unternehmen Zitadelle
Sie kämpfte mit dem XXXX. Panzerkorps der 1. Panzerarmee bei Donezk und Isjum, im Oktober 1943 erfolgte der Rückzug auf Saporoschje am Dnepr. 

### Auflösung
Nach anhaltenden Kämpfen in der Ukraine musste die 333. ID im November 1943 aufgelöst werden. 

### Verwendung der Reste der Division
Die Reste wurden auf die Divisions-Gruppe 333 sowie die 278. und 294. Infanterie-Division aufgeteilt.

## Personen
| Dienstzeit                              | Dienstgrad      | Name               |
| --------------------------------------- | --------------- | ------------------ |
| 15. November 1940 bis 10. Dezember 1942 | Generalleutnant | Rudolf Pilz        |
| 10. Dezember 1942 bis 22. März 1943     | Generalmajor    | Gerhard Graßmann   |
| 22. März bis 1. Juli 1943               | Generalleutnant | Rudolf von Tschudi |
| 1.–10. Juli 1943                        | Generalmajor    | Wilhelm Crisolli   |
| 10. Juli 1943 bis zur Auflösung         | Generalleutnant | Erwin Menny        |

## Gliederung
- Infanterie-Regiment 679
- Infanterie-Regiment 680
- Infanterie-Regiment 681
- Artillerie-Regiment 333
- Pionier-Bataillon 333
- Feldersatz-Bataillon 333
- Panzerjäger-Abteilung 333
- Aufklärungs-Abteilung 333
- Nachrichten-Abteilung 333
- Nachschubtruppen 333